# Cầu thủ dự bị (bóng đá)

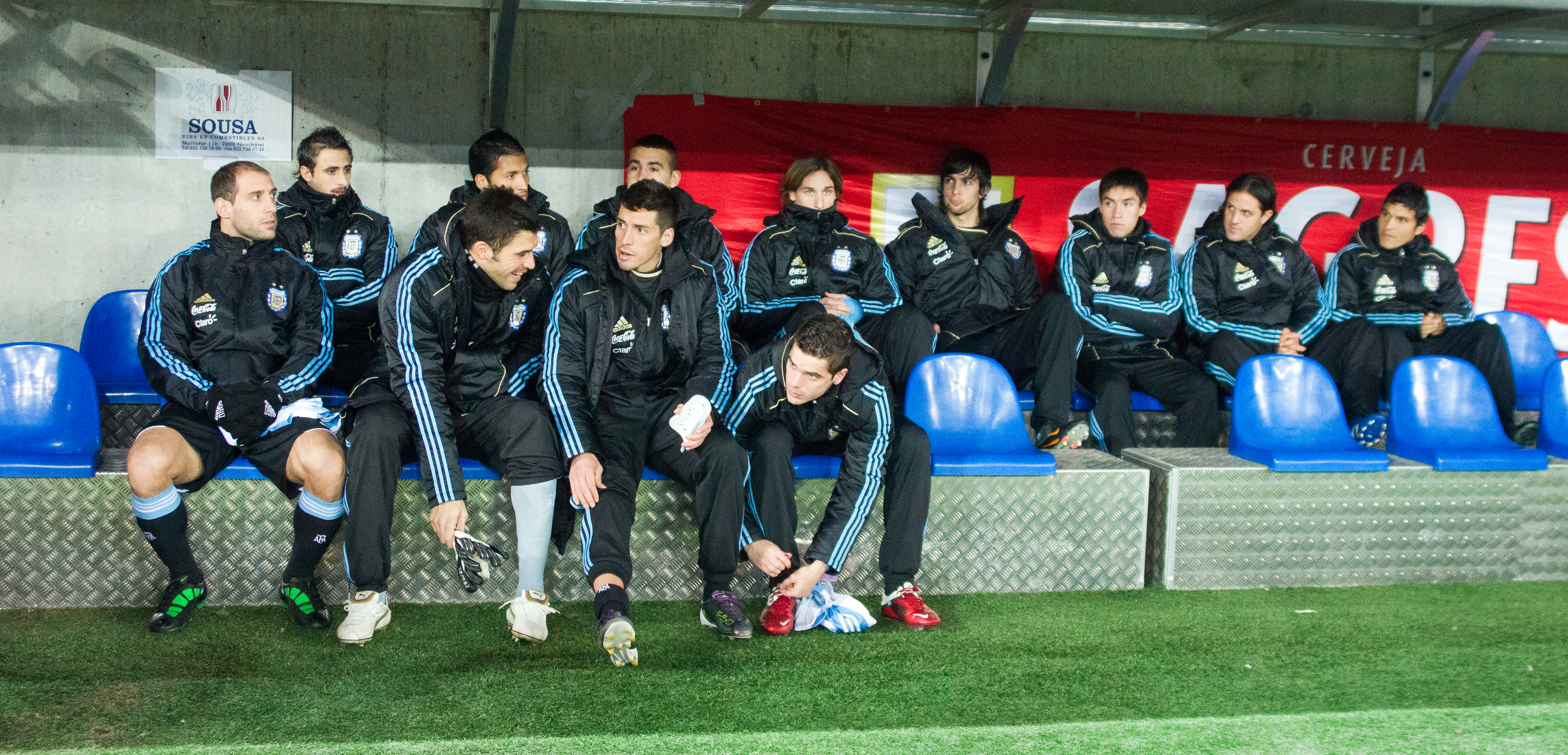
Băng ghế dự bị của đội tuyển quốc gia Argentina.

Trong bóng đá, cầu thủ dự bị là một cầu thủ được tung vào sân trong trận đấu để thay thế một cầu thủ hiện đang trong sân. Việc thay người thường được thực hiện để thay thế một cầu thủ đã mệt mỏi hoặc chấn thương, hoặc đang thi đấu kém, hoặc vì lý do chiến thuật (chẳng hạn như đưa tiền đạo vào thay cho hậu vệ). Không giống như một số môn thể thao (chẳng hạn như bóng bầu dục Mỹ, khúc côn cầu trên băng hoặc kabaddi), nhưng giống như trong bóng chày, một cầu thủ đã bị thay ra trong một trận đấu sẽ không quay trở lại sân. Các vị trí trong bóng đá thường được vào sân thay người như các tiền đạo tiền vệ và hậu vệ bao gồm cả các vị trí thủ môn
Hầu hết các trận đấu chỉ cho phép mỗi đội thực hiện tối đa 
3+1 (ba quyền thay người trong một trận đấu và thay người thứ tư trong thời gian hiệp phụ), mặc dù thường được phép thay người nhiều hơn trong các trận đấu không cạnh tranh như giao hữu, vòng loại. Lần thay người bổ sung trong hiệp phụ lần đầu tiên được thực hiện trong các giải đấu gần đây, bao gồm Thế vận hội mùa hè 2016, Cúp Liên đoàn các châu lục 2017 và trận chung kết Cúp Vàng CONCACAF 2017. Thay người thứ tư trong hiệp phụ đã được phê duyệt để sử dụng trong các vòng loại trực tiếp tại FIFA World Cup 2018, UEFA Champions League và UEFA Europa League. Trước khi trận đấu bắt đầu, mỗi đội sẽ phải đăng ký một đội hình ra sân gồm 11 cầu thủ, các cầu thủ còn lại không có trong đội hình sẽ được coi là các cầu thủ dự bị; những cầu thủ này thường ngồi trong khu vực kỹ thuật với các huấn luyện viên, và được coi là "trên băng ghế dự bị". Khi cầu thủ thay thế vào sân, các bình luận viên thường nói rằng họ đã vào sân hoặc đã được tung vào sân, trong khi cầu thủ mà họ thay thế sẽ ra sân, hoặc được đưa ra sân hoặc được thay thế hoặc được cho ra nghỉ.
Một cầu thủ được chú ý vì thường xuyên ra sân hoặc ghi những bàn thắng quan trọng, khi vào sân thay người thường được biết đến với cái tên "siêu dự bị".

## Những trường hợp ra sân mà không được thay cầu thủ
- Cầu thủ bị phạt thẻ đỏ và truất quyền thi đấu
- Cầu thủ bị chấn thương, không thể tiếp tục thi đấu và đội bóng đó đã hết lượt thay cầu thủ

Lúc đó số cầu thủ trên sân của đội sẽ ít đi. Nếu số cầu thủ của đội bóng còn lại dưới 7 cầu thủ thì đội đó bị xử thua 0-3.

## Lịch sử
Nguồn gốc của môn thay người trong bóng đá ít nhất là từ đầu những năm 1860 như một phần của các trận bóng đá ở trường công lập ở Anh . Việc sử dụng ban đầu của thuật ngữ dự bị trong bóng đá là để mô tả việc thay thế những cầu thủ không thể tham gia các trận đấu. Ví dụ, vào năm 1863, một báo cáo về trận đấu nêu rõ: " Mười một người của Charterhouse đã chơi một trận đấu trong tu viện với một số người Carthusian cũ nhưng do sự vắng mặt của một số người trong số những người được mong đợi nên cần phải cung cấp ba người thay thế.  " Việc thay thế những cầu thủ vắng mặt đã xảy ra ngay từ những năm 1850, chẳng hạn như ở Đại học Eton , nơi thuật ngữ khẩn cấp được sử dụng. Nhiều tài liệu đề cập đến những cầu thủ đóng vai trò là "người thay thế" xảy ra trong các trận đấu vào giữa những năm 1860  khi người ta không chỉ ra liệu đây là sự thay thế của những cầu thủ vắng mặt hay những cầu thủ bị thương trong trận đấu.
Mặc dù việc thay người trong trò chơi lần đầu tiên được thêm vào Luật trò chơi vào năm 1958,  đã có những trường hợp được phép thay người được ghi nhận trong những dịp trước đó. Vào ngày 7 tháng 11 năm 1885, Lockwood Brothers sử dụng cầu thủ dự bị trong trận đá lại vòng một FA Cup với Notts Rangers , sau khi tiền vệ F. Brears bị gãy chân.  Lần đầu tiên sử dụng cầu thủ dự bị trong bóng đá quốc tế là vào ngày 15 tháng 4 năm 1889, trong trận đấu giữa Wales và Scotland tại Wrexham . Thủ môn ban đầu của Xứ Wales, Jim Trainer , không đến được; cầu thủ nghiệp dư địa phươngAlf Pugh bắt đầu trận đấu và chơi khoảng 20 phút cho đến khi Sam Gillam đến , người thay thế anh ấy.  Năm 1940, trong một trận đấu giữa Mandatory Palestine và Lebanon , trung vệ của Mandatory Palestine Zvi Fuchs được thay thế ở hiệp một bởi Lonia Dvorin sau một chấn thương.  Cũng trong giai đoạn vòng loại của Giải vô địch bóng đá thế giới 1954 , Horst Eckel của Đức được ghi nhận là đã bị thay thế bởi Richard Gottinger trong trận đấu của họ với Saarland vào ngày 11 tháng 10 năm 1953. Việc sử dụng cầu thủ dự bị trong các trận Chung kết World Cup không được phép cho đến giải đấu năm 1970 . 
Số lượng cầu thủ dự bị có thể sử dụng trong một trận đấu cạnh tranh đã tăng từ 0, nghĩa là các đội đã giảm nếu chấn thương của các cầu thủ không thể cho phép họ thi đấu tiếp, xuống còn một vào năm 1958; đến hai trong số năm khả năng có thể xảy ra vào năm 1988. Với việc cho phép thay người tăng lên sau đó, số lượng cầu thủ dự bị tiềm năng đã tăng lên bảy người.  Số cầu thủ dự bị tăng lên hai cộng một (thủ môn bị chấn thương) năm 1994,  lên ba năm 1995;  và vào sân thay người thứ tư trong một số giải đấu nhất định (bắt đầu từ UEFA Euro 2016 ) trong hiệp phụ.  Vào năm 2020, theo đề xuất của FIFA , Hội đồng Hiệp hội Bóng đá Quốc tếcho phép ban tổ chức cuộc thi tạm thời cho phép thực hiện tối đa năm lần thay người (với một lần thay người trong thời gian bù giờ, nếu có) trong các trận đấu chính thức trong thời gian còn lại của năm nhằm giảm bớt tác động của tắc nghẽn lịch thi đấu do COVID gây ra -19 đại dịch . Tuy nhiên, sẽ chỉ có ba cơ hội để thay người (với một lần thay người được phép bổ sung trong hiệp phụ, nếu có), ngoại trừ những cơ hội được thực hiện trong hiệp một, trước khi bắt đầu hiệp phụ và ở hiệp phụ trong hiệp phụ. 

## Thủ tục

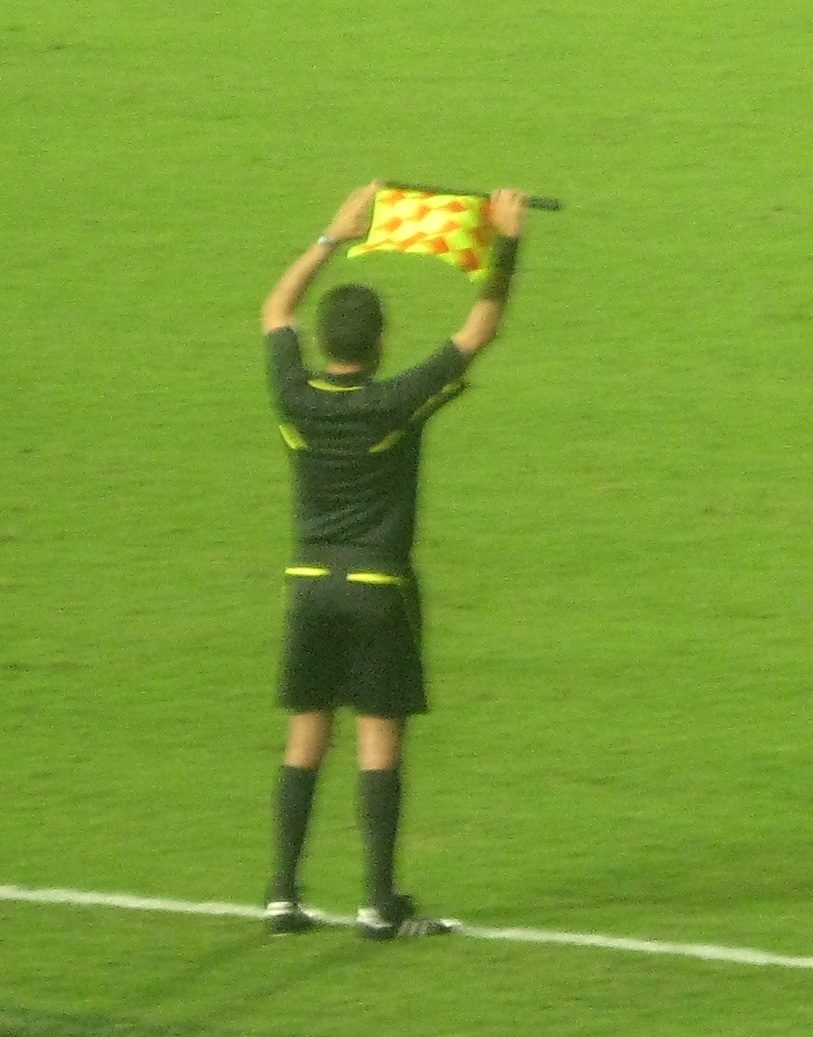
Trợ lý trọng tài chỉ định thay người

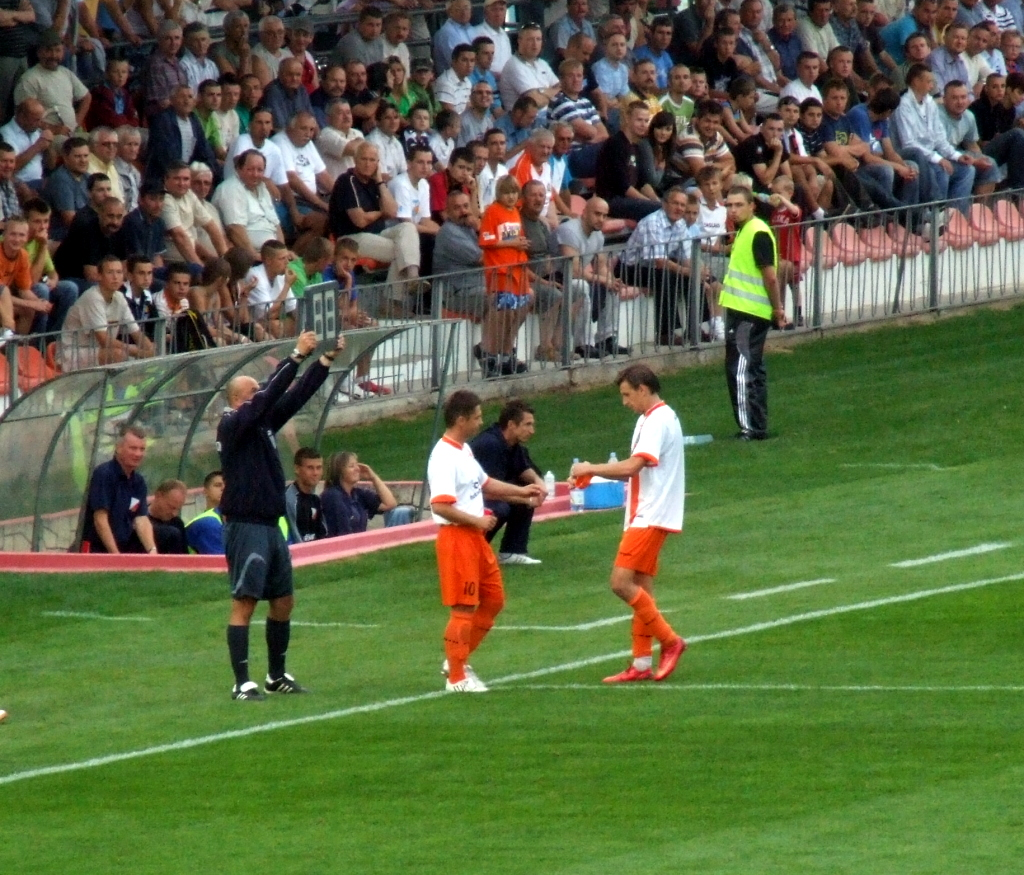
Trọng tài thứ tư thông báo cho trọng tài chính về việc thay người

Thay người được điều chỉnh theo Luật 3 của Luật thi đấu trong phần (3) Quy trình thay người . 
Một cầu thủ chỉ có thể được thay thế trong thời gian tạm dừng trận đấu và với sự cho phép của trọng tài . Cầu thủ được thay ra (cầu thủ ra sân) phải rời sân thi đấu trước khi cầu thủ dự bị (cầu thủ vào sân) có thể vào sân thi đấu; tại thời điểm đó, người thay thế trở thành một cầu thủ và người được thay thế không còn là một cầu thủ. Người chơi đến chỉ có thể vào sân ở nửa đường. Việc không tuân thủ các quy định này có thể bị phạt cảnh cáo ( thẻ vàng ).
Cầu thủ đã bị thay ra không được tham gia thêm trận đấu.
Những cầu thủ dự bị chưa sử dụng vẫn ngồi dự bị cũng như những cầu thủ đã được thay ra vẫn thuộc thẩm quyền của trọng tài. Những người này phải chịu trách nhiệm về hành vi sai trái , mặc dù không thể nói là đã phạm lỗi . Ví dụ, tại FIFA World Cup 2002 , Claudio Caniggia đã nhận thẻ đỏ vì chửi bới trọng tài từ băng ghế dự bị.
Theo Luật thi đấu, trọng tài không có quyền hạn cụ thể để buộc cầu thủ phải thay ra, ngay cả khi người quản lý đội hoặc đội trưởng đã ra lệnh thay cầu thủ của họ. Như Luật 3 (3) Quy trình thay người chỉ đơn giản quy định rằng: "nếu một cầu thủ được thay ra từ chối rời đi, trận đấu sẽ tiếp tục." Tuy nhiên, trong một số trường hợp, cầu thủ vẫn có thể bị phạt cảnh cáo (thẻ vàng) nếu họ bị coi là lãng phí thời gian hoặc có hành vi phi thể thao bằng cách từ chối rời sân thi đấu.
Cầu thủ bị đuổi khỏi sân (thẻ đỏ) không được thay thế; đội sẽ phải tiếp tục với một người chơi ít hơn. Trong trường hợp thủ môn bị đuổi khỏi sân, huấn luyện viên thường (nhưng không bắt buộc) thay một cầu thủ ngoài sân để thủ môn dự bị vào trận. Ví dụ, trong trận chung kết UEFA Champions League 2006 , tiền vệ Robert Pires của Arsenal đã được thay bằng thủ môn số hai Manuel Almunia để thay Jens Lehmann , người bị đuổi khỏi sân sau chưa đầy 20 phút của trận đấu. Nếu tất cả các quyền thay người đã được sử dụng hoặc nếu không có thủ môn, một cầu thủ ngoài sân phải đảm nhận vai trò của thủ môn. Một ví dụ nổi tiếng về điều này là khi Chelseathủ môn Petr Čech và Carlo Cudicini đều bị chấn thương trong cùng một trận đấu, dẫn đến việc hậu vệ John Terry dành phần còn lại của trận đấu trong khung thành để mặc áo của thủ môn lựa chọn thứ ba Hilário . 
Theo Luật thi đấu, "số lượng cầu thủ dự bị, tối đa là năm người, có thể được sử dụng trong bất kỳ trận đấu nào diễn ra trong một giải đấu chính thức sẽ do FIFA, liên đoàn hoặc hiệp hội bóng đá quốc gia quyết định." Cũng:
- Trong các trận đấu của đội hạng A quốc gia, có thể sử dụng tối đa sáu cầu thủ dự bị.
- Trong tất cả các trận đấu khác, số lượng cầu thủ thay thế nhiều hơn có thể được sử dụng với điều kiện:
  - Các nhóm liên quan đạt được thỏa thuận về số lượng tối đa;
  - Trọng tài được thông báo trước trận đấu.
- Nếu trọng tài không được thông báo hoặc nếu không đạt được thỏa thuận trước trận đấu, không quá sáu người được phép thay thế.

## Thay thế chấn động.
Vào tháng 10 năm 2019, Hội đồng Hiệp hội bóng đá quốc tế (IFAB) bắt đầu thảo luận về việc sử dụng thêm quyền thay người cho những cầu thủ bị nghi ngờ bị chấn động trong trận đấu.  Đầu năm, chủ tịch ủy ban y tế của FIFA , Michel D'Hooghe , cho biết cơ quan này sẵn sàng thảo luận về việc thay người do chấn động.  UEFA cũng đã kêu gọi FIFA và IFAB cho phép thay thế tạm thời cho những người nghi ngờ chấn thương đầu.  Ý tưởng này đã được thảo luận trước đây bởi Ban chấp hành FIFAnăm năm trước đó. Tuy nhiên, quan điểm phổ biến cho rằng luật này sẽ ảnh hưởng đến "tính phổ quát" của bóng đá, vì nó sẽ khó nhân rộng ở cấp cơ sở và có thể bị lợi dụng để lãng phí thời gian và/hoặc có thêm sự thay người. 
Vào năm 2014, UEFA đã đưa ra quy định cho phép các trọng tài dừng trận đấu trong tối đa ba phút để đánh giá chấn thương ở đầu, các cầu thủ chỉ được phép trở lại sau khi bác sĩ của đội xác nhận thể lực của cầu thủ đó để tiếp tục thi đấu.  Quy tắc ba phút cũng được áp dụng tương tự tại Giải vô địch bóng đá thế giới 2018 .  Sự thay đổi này diễn ra sau chấn thương đầu nghiêm trọng tại Giải vô địch bóng đá thế giới 2014 và FIFPro kêu gọi FIFA xem xét lại giao thức chấn động của mình. 
Ban đầu, IFAB đã xem xét khoảng thời gian đánh giá kéo dài 10 phút đối với những cầu thủ bị nghi ngờ bị chấn động, với một cầu thủ dự bị thay thế họ trong thời gian tạm thời.  Vào tháng 12 năm 2019, IFAB đã đồng ý chỉ định một nhóm chuyên gia, bao gồm các chuyên gia y tế thể thao và chuyên gia bóng đá, để xác định các phương án đánh giá và quản lý các chấn động nghi ngờ trong các trận đấu.  Sau phản hồi từ Nhóm chuyên gia về chấn động, IFAB đã thông báo vào tháng 2 năm 2020 rằng họ sẽ xây dựng các giao thức thay thế chấn động để sử dụng trong các thử nghiệm.  Vào tháng 10 năm 2020, nhóm chuyên gia đã thông báo rằng một giao thức "thay thế vĩnh viễn bổ sung" sẽ được sử dụng để bảo vệ sức khỏe của người chơi theo triết lý "nếu nghi ngờ, hãy đưa họ ra ngoài" và các thử nghiệm sẽ bắt đầu vào năm 2021. Giao thức và thử nghiệm đã được IFAB chính thức phê duyệt vào ngày 16 tháng 12 năm 2020. Theo giao thức, những người chơi bị nghi ngờ bị chấn động sẽ bị loại khỏi trận đấu vĩnh viễn và được thay thế bằng người thay thế. Điều này giúp người chơi không bị đa chấn thương ở đầu trong một trận đấu, giúp các đội không gặp bất lợi về quân số hoặc chiến thuật, giảm áp lực cho nhân viên y tế trong việc đánh giá nhanh và có thể áp dụng ở mọi cấp độ của trò chơi.  Đơn vị tổ chức thi đấu phải được FIFA và IFAB chấp thuận mới được tham gia giai đoạn thử nghiệm kéo dài từ tháng 1 năm 2021 đến tháng 3 năm 2022.
Vào tháng 1 năm 2021, FIFA thông báo rằng họ sẽ thử nghiệm các cầu thủ thay người bị chấn động vào tháng sau tại Giải vô địch bóng đá thế giới các câu lạc bộ 2020 .  Cuối tháng đó, có thông báo rằng Premier League , FA Women's Super League , FA Women's Championship và FA Cup sẽ bắt đầu thử nghiệm vào tháng 2 năm 2021.  Vào ngày 9 tháng 2 năm 2021, West Ham United thực hiện thay người chấn động đầu tiên trong bóng đá Anh trong trận đấu tại FA Cup với Manchester United , khi Issa Diop được thay bởi Ryan Fredericksở hiệp một sau một chấn thương ở đầu.  Thử nghiệm cũng đang diễn ra ở Eredivisie , Eerste Divisie và KNVB Cup . 

### Giao thức thử nghiệm
IFAB đã công bố hai giao thức thay thế chấn động, với những người tổ chức cuộc thi có thể chọn sử dụng giao thức nào. Việc sử dụng các chất thay thế chấn động sẽ hoạt động cùng với các giao thức khác được sử dụng, bao gồm cả thời gian nghỉ ba phút để đánh giá chấn động tại hiện trường. 
Cả hai giao thức đều sử dụng các nguyên tắc và quy trình chung sau: 
- Thay người chấn động không được tính vào số lần thay người được phép trong một trận đấu
- Trong các trận đấu mà số lượng cầu thủ dự bị có tên bằng với số lượng cầu thủ dự bị tối đa được phép, cầu thủ dự bị chấn động có thể là cầu thủ trước đó đã bị thay ra khỏi trận đấu.
- Một sự thay thế chấn động có thể được thực hiện:
  - Ngay sau khi xảy ra chấn động hoặc nghi ngờ
  - Sau ba phút đánh giá ban đầu tại hiện trường và/hoặc sau khi đánh giá ngoài lĩnh vực
  - Vào bất kỳ thời điểm nào khác khi xảy ra hoặc nghi ngờ có chấn động (kể cả khi cầu thủ đã được đánh giá trước đó và đã trở lại sân thi đấu)
- Nếu một đội quyết định thay người do chấn động, các quan chức trận đấu phải được thông báo (lý tưởng nhất là sử dụng thẻ/mẫu thay người có màu khác).
- Cầu thủ bị thương không được phép tham gia thêm bất kỳ trận đấu nào, kể cả đá luân lưu .

Các nguyên tắc sau dành riêng cho từng giao thức: 
- Giao thức A
  - Mỗi đội được phép sử dụng tối đa một cầu thủ dự bị chấn động trong một trận đấu.
  - Khi sử dụng cầu thủ thay người bị chấn động, sẽ không có thay đổi nào đối với số lần thay người tối đa mà đội đối phương cho phép.
- Nghị định thư B
  - Mỗi đội được phép sử dụng tối đa hai cầu thủ dự bị chấn động trong một trận đấu.
  - Khi người thay thế chấn động được sử dụng, đội đối phương có tùy chọn sử dụng người thay thế bổ sung vì bất kỳ lý do gì.
    - Đội đối phương được trọng tài trận đấu thông báo về cơ hội thay người bổ sung.
    - Sự thay thế bổ sung có thể được sử dụng đồng thời với sự thay thế chấn động hoặc bất cứ lúc nào sau đó.

## Siêu dự bị
Thuật ngữ "siêu dự bị" dùng để chỉ một cầu thủ không thường xuyên có mặt trong đội hình xuất phát nhưng được chú ý vì thường xuyên vào sân thay người và tạo ra ảnh hưởng đáng kể đến trận đấu. Những cầu thủ được coi là "siêu dự bị" bao gồm David Fairclough và Divock Origi cho Liverpool, John Hewitt cho Aberdeen, Tosaint Ricketts cho Vancouver Whitecaps FC, Adam Le Fondre cho Reading, Ole Gunnar Solskjær và Javier Hernández cho Manchester United, Mikael Forssell cho Chelsea, Edin Džeko cho Manchester City, Brendon Santalab cho Western Sydney Wanderers, Henrique cho Brisbane Roar, Stevie Kirk cho Motherwell, Archie Thompson, Joshua Kennedy và Tim Cahill cho Australia, Fernando Llorente cho Tottenham Hotspur, Roger Milla cho Cameroon, Oliver Bierhoff cho Germany, Ilsinho cho Philadelphia Union, Abby Wambach và Carli Lloyd cho United States women's team.